# 奥列格·瓦连丘克
奥列格·多里阿诺维奇·瓦连丘克（羅馬化：Oleg Dorianovich Valenchuk；1960年9月14日—）是俄罗斯政治人物，第五届、第六届、第七届和第八届国家杜马的代表。
1992年至1997年，瓦连丘克担任“斯普特尼克”国际青年旅游局基洛夫分局副主席。2003年至2007年，他担任该组织的负责人。1997年，他开始担任政治人物米哈伊尔·米赫耶夫的顾问，米赫耶夫当时是基洛夫州立法议会主席。2001年，瓦连丘克成为统一俄罗斯党基洛夫州支部政治委员会第一副主席。在2003年，他因违反党规被开除出统一俄罗斯党，原因是他在竞选活动中非法使用了党徽，然而党并未正式支持他作为候选人。2007年，他恢复党籍。2006年3月，他当选第四届基洛夫州立法会议代表，当时他代表的是自由民主党。2007年、2011年、2016年、2021年，他分别当选第五届、第六届、第七届、第八届国家杜马代表。

## 制裁
瓦连丘克于2022年因俄乌战争而受到英国政府制裁。